# Torneo WTA de Budapest 2019
El Hungarian Ladies Open 2019 fue un torneo de tenis que se jugó en canchas duras cubiertas del 18 al 24 de febrero de 2019. Fue la 23.ª edición del Hungarian Ladies Open, y un torneo WTA International en el Tour 2019 de la WTA.

## Distribución de puntos
| Modalidad           | Campeona | Finalista | Semifinal | Cuartos de final | 2ª ronda | 1ª ronda | Clasificadas | 3ª ronda de clasificación | 2ª ronda de clasificación | 1ª ronda de clasificación |
| Individual femenino | 280      | 180       | 110       | 60               | 30       | 1        | 18           | 14                        | 10                        | 1                         |
| Dobles femenino     | 280      | 180       | 110       | 60               | 1        | -        | -            | -                         | -                         | -                         |

## Cabezas de serie

### Individuales femenino
| Tenista               | Ranking | Preclasificada |
| Alison Van Uytvanck   | 50      | 1              |
| Kirsten Flipkens      | 53      | 2              |
| Pauline Parmentier    | 55      | 3              |
| Aleksandra Krunić     | 57      | 4              |
| Ekaterina Alexandrova | 65      | 5              |
| Andrea Petković       | 68      | 6              |
| Johanna Larsson       | 71      | 7              |
| Markéta Vondroušová   | 72      | 8              |

- Ranking del 11 de febrero de 2019.[2]

### Dobles femenino
| Tenista                              | Ranking | Preclasificada |
| Kirsten Flipkens Johanna Larsson     | 70      | 1              |
| Irina-Camelia Begu Galina Voskoboeva | 100     | 2              |
| Fanny Stollár Heather Watson         | 123     | 3              |
| Jessica Moore Alexandra Panova       | 137     | 4              |

- Ranking del 11 de febrero de 2019.

## Campeonas

### Individual femenino
Alison Van Uytvanck venció a  Markéta Vondroušová por 1-6, 7-5, 6-2

### Dobles femenino
Ekaterina Alexandrova /  Vera Zvonareva vencieron a  Fanny Stollár /  Heather Watson por 6-4, 4-6, [10-7]